# Paranesidea sterreri
Paranesidea sterreri is een mosselkreeftjessoort uit de familie van de Bairdiidae. De wetenschappelijke naam van de soort is voor het eerst geldig gepubliceerd in 1986 door Maddocks.